# Ästhetische Theorie
Ästhetische Theorie (en alemany en l'original; Teoria estètica) és una obra del filòsof alemany Theodor Adorno, publicada pòstumament (el 1970) i que constava d'un recull d'escrits, datats entre els 1961 i 1969. A més de l'estètica filosòfica tradicional (reflexions sobre l'art i la bellesa), Adorno planteja una metodologia innovadora per a un estudi interdisciplinari de la matèria, que admet elements de filosofia política, sociologia, metafísica i altres camps. Realitza una revisió de l'evolució històrica de l'art fins al seu estat contemporani paradoxal, "semiautònom", dins la modernitat capitalista, i considera les implicacions sociopolítiques d'aquesta evolució. Ha estat descrita com la magnum opus d'Adorno, i com un dels més importants textos d'estètica del segle xx.

## Resum
Adorno no sols es preocupa de l'habitual concerniment estètic per la funció de la bellesa i la sublimitat en l'art, sinó per la sociologia de l'art. Considera que l'alliberament que l'art modern ha obtingut enfront de les restriccions pròpies de períodes anteriors (que provenien de la naturalesa de les seues funcions: glorificar la divinitat o el poder), li ha fet expandir la capacitat crítica i incrementar l'autonomia formal. Així, li arriba a l'art una major responsabilitat en l'ús de la capacitat de crítica social. Adorno, però, no considera que els continguts obertament polititzats siguen la major força crítica de l'art: sinó, més aviat, propugna un tipus més abstracte de "contingut de debò" (Wahrheitsgehalt). Al contrari de l'estètica idealista kantiana, l'estètica d'Adorno situa el "contingut de debò" en l'objecte artístic, en lloc d'en la percepció del subjecte. Tal contingut, però, es veu afectat per l'autoconsciència de l'art de la seua necessària distància de la societat, perceptible en les dissonàncies inherents a l'art modern. El "contingut de debò" es troba en darrer terme en la relació entre les interaccions dialèctiques que emergeixen de la posició relativa de l'obra d'art entre el subjecte i la tradició, així com en la dialèctica interna dins de l'obra mateixa. Al llarg del text, se cita repetidament i elogiosa Samuel Beckett, a qui l'obra és dedicada.

## Construcció i mimesi
Per a l'autor de l'assaig, l'obra artística resulta d'una construcció racional que combina de manera harmoniosa el "material" individual (sons, mots, colors, fusta, metall, etc.) en una sola unitat. Tot i estar dissenyada de manera escaient, l'obra d'art apareix com si fos generada per la natura, perquè la facultat formativa -com a presensualitat o com a reflex de les criatures- pertany a la "naturalesa en el subjecte" (Immanuel Kant). La construcció només pot tenir èxit si imita els impulsos sensorials subjacents (el subjecte i el material). La noció de mimesi és fonamental en l'estètica d'Adorno. Com emfasitza Ruth Sonderegger, Adorno remarca el terme no tant com l'aspecte de la imitació sinó com l'aspecte de fer-se a un mateix; l'important per a ell és la interacció de la construcció i la mimesi, que fa que l'obra d'art semble harmoniosa.

## Veritat i aparença
Albrecht Wellmer, segons Adorno, uneix la veritat de l'art a la concreció de veu de les obres d'art individuals, que són veritat "en tant que la realitat com no conciliada, antagònica, estripa l'espectador", però -pel fet que sintetitzen el Split- "la llum de la reconciliació". En paraules d'Adorn: "Paradoxalment, [l'art] ha de donar testimoniatge del que és irreconciliable i, tanmateix, tendeix a reconciliar-se; açò sols és possible en el seu llenguatge no discursiu" (AT 251). L'antinòmia de l'art, per tant, és que articula estèticament la negació del significat. Adorno veu la seua aparença estètica, és a dir, "que no poden escapar al suggeriment de sentit enmig del sentit" (EN 232). El moment de la seua mentida està en una realitat no reconciliada, perquè ella només pot simbolitzar la reconciliació. Amb l'esperança, però, de la veritable reconciliació ha de dur l'art aquesta culpa i guardar les aparences, diu Wellmer.

## La bellesa natural
Adorno dedica una especial atenció a la bellesa natural que ha estat "reprimida" en filosofia des de Schelling. L'art no imitaria la natura, sinó la bellesa natural (ÄT, 112). Albrecht Wellmer hi remarca:
   "Amb la bellesa natural, Adorno veu el xifrat d'un ésser encara no reconciliat [...]. L'obra d'art com una imitació de la bellesa natural és una imatge tan eloqüent, alliberada del mutisme, una natura redimida, així com la imatge d'una humanitat reconciliada".

## Reconciliació amb la sublimitat
Com amb la bellesa natural, Adorno ha rehabilitat també la categoria de la sublimitat  en l'art modern, a partir de l'experiència de l'"Autoconsciència de l'ésser humà de la seua naturalesa" (GS 7: 295). El que Adorno pensa respecte al subjecte com una possible comunió de la ment amb la natura, ho articula per a l'art com un desarrelament de la bellesa mitjançant la sublimitat.
La importància de la sublimitat per a Adorno en la construcció filosòfica de l'art és avaluada d'una altra manera per Wolfgang Welsch i Albrecht Wellmer. Welsch opina que la sublimitat és un "dispositiu explosiu dins la teoria estètica", perquè Adorn, amb la "intransigència constitutiva" (GS 7: 283), se'n refereix a la tècnica. L'argument de Welsch segueix el moviment dialèctic del pensament d'Adorno de dues maneres. De primer, mostra com Adorno transforma el concepte tradicional del sublimitat de Kant d'una manera característica amb la negació. Seguint Kant, la sublimitat és la descripció de la natura externa de gran abast. En l'art (com ara en la música de Beethoven, la pintura de Caspar David Friedrich i la poesia de Baudelaire) s'assoleix la bellesa amb la sublimitat. Adorno transforma la sublimitat en una categoria d'experiència d'"autoconsciència de la naturalesa humana" (OT 295). Durant les seues reflexions, Adorno situa la reconciliació ideal en la síntesi del treball mimètic i la construcció d'un art cada vegada més sublim com a "adopció d'un noble gest respecte al material" i "coherent amb les seues tendències." D'això deriva el "gir a la fragilitat i fragmentació" de les obres d'art, que Adorno comenta dient "que no hi ha obres perfectes"; per la seua "irreconciliabilitat constitutiva", segons Welsch, amb la fórmula paradoxal d'una "reconciliació de l'irreconciliable".
Al contrari que Wolfgang Welsch, Wellmer pensa que la categoria de la sublimitat d'Adorno preserva el lloc dins la construcció filosòfica reconciliadora de l'art. En l'art actual la sublimitat "està en el context de l'estètica per a mantenir-se ferma en contra de la força irresistible de l'experiència de la negativitat".

## Doble paper de l'art
Un tema recurrent n'és el "caràcter dual de l'art: l'autònom i el fet social" (ÄT 340). Com un fet social, l'obra d'art és el producte del treball intel·lectual social i esdevé una mercaderia, alhora que lleva al caràcter de mercaderia la seua autonomia. Les obres d'art, diu Adorno, encarnen el contrari de la ideologia i la comoditat; representen la promesa de la felicitat i la utopia social. L'art deixa que parle, "i això amaga la ideologia". L'obra d'art diu la veritat sobre la societat en un llenguatge diferent de la teoria social crítica. Segons Adorno, l'art no està relacionat amb la societat per la configuració dels fenòmens socials, sinó per les formes i els mitjans de disseny. Açò és, el contingut social es veu en com la societat i la lluita de classes afecten l'estructura de les obres, per la qual cosa les obres d'art poden ser enteses com "l'inconscient de la història del seu temps" (EN 272). Les obres d'art també tenen un efecte en la societat, no per una opinió manifesta, sinó pel seu "moviment immanent contra la societat" (AT 336).
Sovint cita la fórmula de Stendhal de promesse du bonheur (promesa de felicitat), per a ell una caracterització de l'art que prefigura la utopia (ÄT 461). Però: "L'art no és pas sols el domini d'una pràctica millor que les normes, sinó també la crítica a la pràctica com la norma de l'autopreservació" (OT 26). Les obres artístiques veritables són "la historiografia inconscient de la seua època" (AE 272), segons la qual "el concepte crític de la societat […] els és inherent". No pas en el contingut manifest, sinó en l'estructura de les obres s'expressen "lluites socials, relacions de classe" (ÄT 350 i 344).
Com l'art modern ja no té normes vinculants per al disseny artístic, les obres d'art han de desplegar individualment les seues normes a partir del seu material i la seua construcció, i establir els seus estàndards a partir de la seua lògica peculiar.

## Edició original i traduccions
Ästhetische Theorie fou publicada per Gretel Adorno, vídua de l'autor, i Rolf Tiedemann. Es van recopilar textos inacabats que Adorno havia escrit entre el 4 de maig del 1961 i el 16 de juliol del 1969, amb la part més important corresponent al període entre el 25 d'octubre del 1966 i el 24 de gener del 1968, al qual va seguir una sèrie de revisions fetes entre setembre del 1968 i juliol del 1969, setmanes abans de morir (agost del 1969).
La primera traducció a l'anglés (1984) l'acusaren d'excessivament lliure; i se'n feu una de nova el 1997 (Robert Hullot-Kentor) que reprodueix la coordinació del text originari.
- Adorno, Theodor W. Ästhetische Theorie (Gretel Adorno i Rolf Tiedemann, eds.) Frankfurt am Main: Suhrkamp Verlag, 1970.

- Aesthetic Theory (traducció anglesa de Christian Lenhardt), London/Boston: Routledge and Kegan Paul, 1984.
- Aesthetic Theory (traducció anglesa de Robert Hullot-Kentor), Minneapolis: University of Minnesota Press, 1997.